# Vladimír Popovič
Vladimír Popovič (Magasrév, 1939. november 27. – 2025. április 20.) szlovák festő, képzőművész, professzor. Fontos szlovák művész, akinek munkássága több mint 50 évet ölelt fel.

## Élete
Kelet-Szlovákiában született, a Magas-Tátra hegység lábánál nőtt fel. A pozsonyi Képzőművészeti és Formatervező Akadémia elvégzése után (1959–1965) bemutatta első újszerű alkotásait, tárgyak és papír bevonásával készült akcióművészetét.
Rendszeresen részt vett nemzetközi festészeti, zománc- és papír szimpóziumokon. Munkái számos hazai és nemzetközi kiállításon szerepelnek, valamint számos köz- és magángyűjtemény részei. Pozsonyban élt és dolgozott.

## Fordítás
- Ez a szócikk részben vagy egészben  a   Vladimír Popovič című angol Wikipédia-szócikk ezen változatának fordításán alapul.  Az eredeti cikk szerkesztőit annak laptörténete sorolja fel. Ez a jelzés csupán a megfogalmazás eredetét és a szerzői jogokat jelzi, nem szolgál a cikkben szereplő információk forrásmegjelöléseként.